# Ізомети
Ізомети (рос. изометы, нім. Isometen f pl) — ізолінії відносної багатогазності (газовості гірських порід). Термін "ізомети" нормований згідно Міждержавного стандарту "ГОСТ 2.857—75. ОБОЗНАЧЕНИЯ УСЛОВНЫЕ ПОЛЕЗНЫХ ИСКОПАЕМЫХ, ГОРНЫХ ПОРОД И УСЛОВИЙ ИХ ЗАЛЕГАНИЯ".